# Victoria 3
Victoria 3 je počítačová hra žánru grand strategy vydaná společností Paradox Interactive. Hra je pokračováním titulu Victoria II z roku 2010 a byla vydána 25. října 2022.

## Hratelnost
Victoria 3 pokrývá období od viktoriánské éry, po níž je hra pojmenována, až po rok 1936. Hráč si pro kampaň v tomto období může vybrat z více než 100 hratelných zemí. Hra však neumožňuje hráčům hrát za všechny země, protože mnohé z nich jsou „decentralizovanými státy“, které obvykle představují kmeny, jež nemají centrální vládu.

### Obsah ke stažení
| 2023 | Voice of the People   |
| 2023 | Colossus of the South |
| 2024 | Sphere of Influence   |
| 2024 | Pivot of Empire       |

| Jméno                 | Příslušný patch       | Typ            | Datum vydání      | Popis |
| --------------------- | --------------------- | -------------- | ----------------- | --- |
| Voice of the People   | 1.3 "Thé à la menthe" | Immersion Pack | 22. květen 2023   | Voice of the People přináší do hry historické agitátory a zásadně přepracovává gameplay za Francii novými mechanikami a rozhodnutími.                          |
| Colossus of the South | 1.5 "Chimarrão"       | Region Pack    | 14. listopad 2023 | Colossus of the South přidává unikátní eventy a mechaniky pro Jižní Ameriku.                                                                                   |
| Sphere of Influence   | 1.7 "Kahwah"          | Expansion      | 24. červen 2024   | Sphere of Influence prohlubuje diplomatické aspekty hry. Umožňuje formaci mocenských bloků, investice do zahraničí a vměšování se do politiky závislých států. |
| Pivot of Empire       | 1.8                   | Immersion Pack | 21. listopad 2024 | Pivot of Empire se zaměřuje na indický subkontinent a diskriminaci a potlačování jeho obyvatelstva Východoindickou společností.                                |